# 리나테 아에로포르토역
리나테 아에로포르토 역(이탈리아어: Linate Aeroporto, 리나테 공항역)은 이탈리아 밀라노 지하철 4호선의 시종착역이다.
밀라노 리나테 공항에 위치한 지하철역이며, 지리적으로는 밀라노 시내가 아닌 세그라테 코무네에 위치하고 있지만, 승차권 구역으로는 시내 요금이 부과된다.

## 역사
2012년 3월 7일, 4호선 공사 작업을 수행할 건설사 컨소시엄에 지하철역 부지가 넘겨졌고, 5월에 해당 부지에 위치해 있던 오래된 주차장의 철거가 시작되었다.
주차장을 완전히 철거한 뒤 2012년 7월 19일에 실제 공사가 개시되었다.
2022년 11월 26일 4호선 첫 구간 개통과 함께 문을 열었다.

## 구조
리나테 공항역의 출구는 총 두 곳이다. 첫 번째는 밀라노-리나테 공항 터미널 내부의 입국장 구역에 있다. 정확한 위치는 터미널 북쪽, 복층 주차장 입구 옆에 자리해 있다.
두 번째 출구는 치르콘발라치오네 이드로스칼도로 (Via Circonvallazione Idroscalo)의 Kiss&Ride 라는 이름의 출국 승객용 차량 정류장에 위치해 있다. 터미널과는 별개로 분리된 구조 내에 위치해 있다.

## 환승
- 공항 (밀라노-리나테)
- 버스정류장 (973번)

## 시설
역내 시설은 다음과 같다.
- 장애인 통행시설
- 엘리베이터
- 에스컬레이터
- 매표기
- CCTV
- 화장실

## 사진

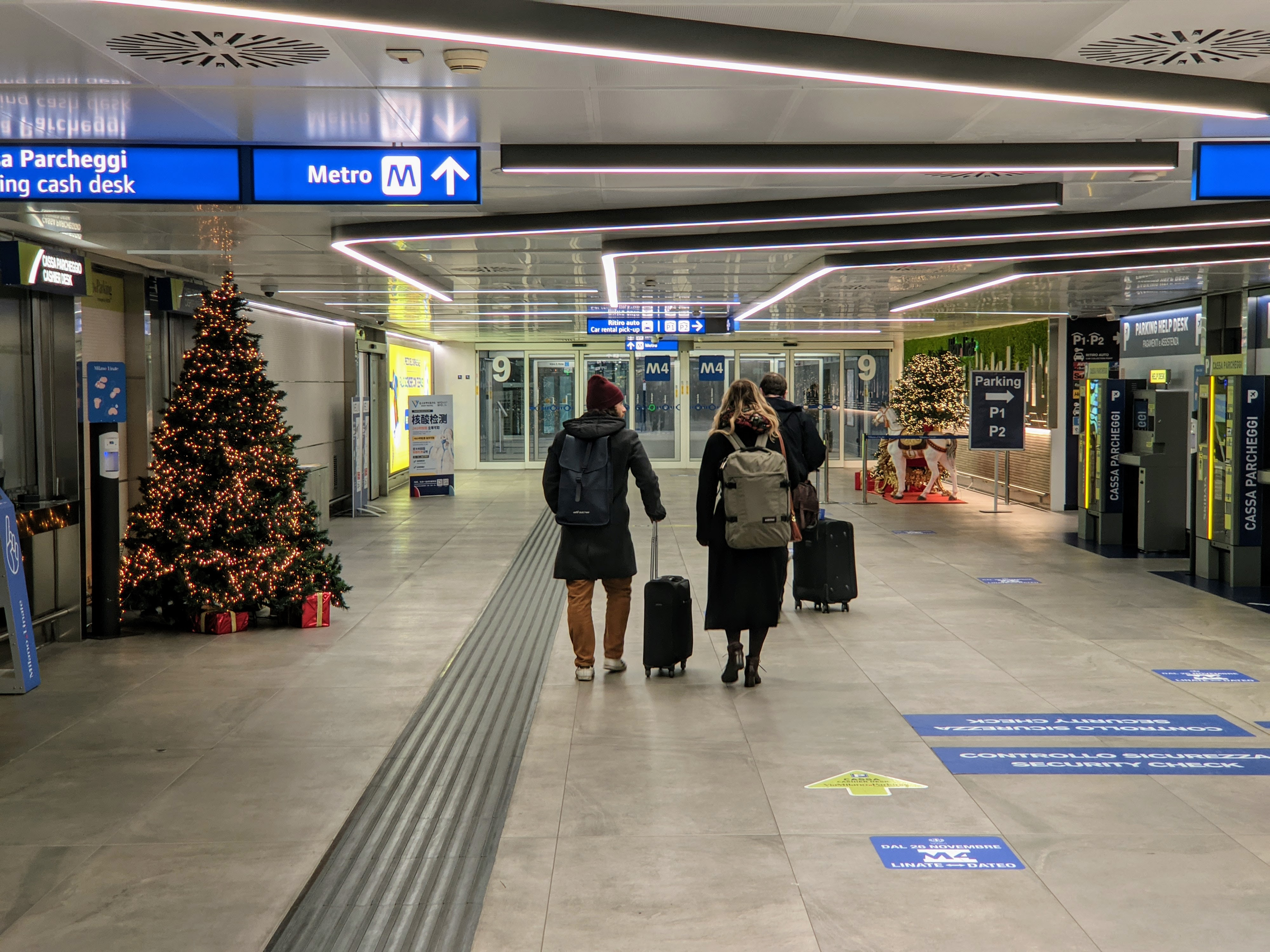
밀라노 리나테 공항 터미널 내 역 출구
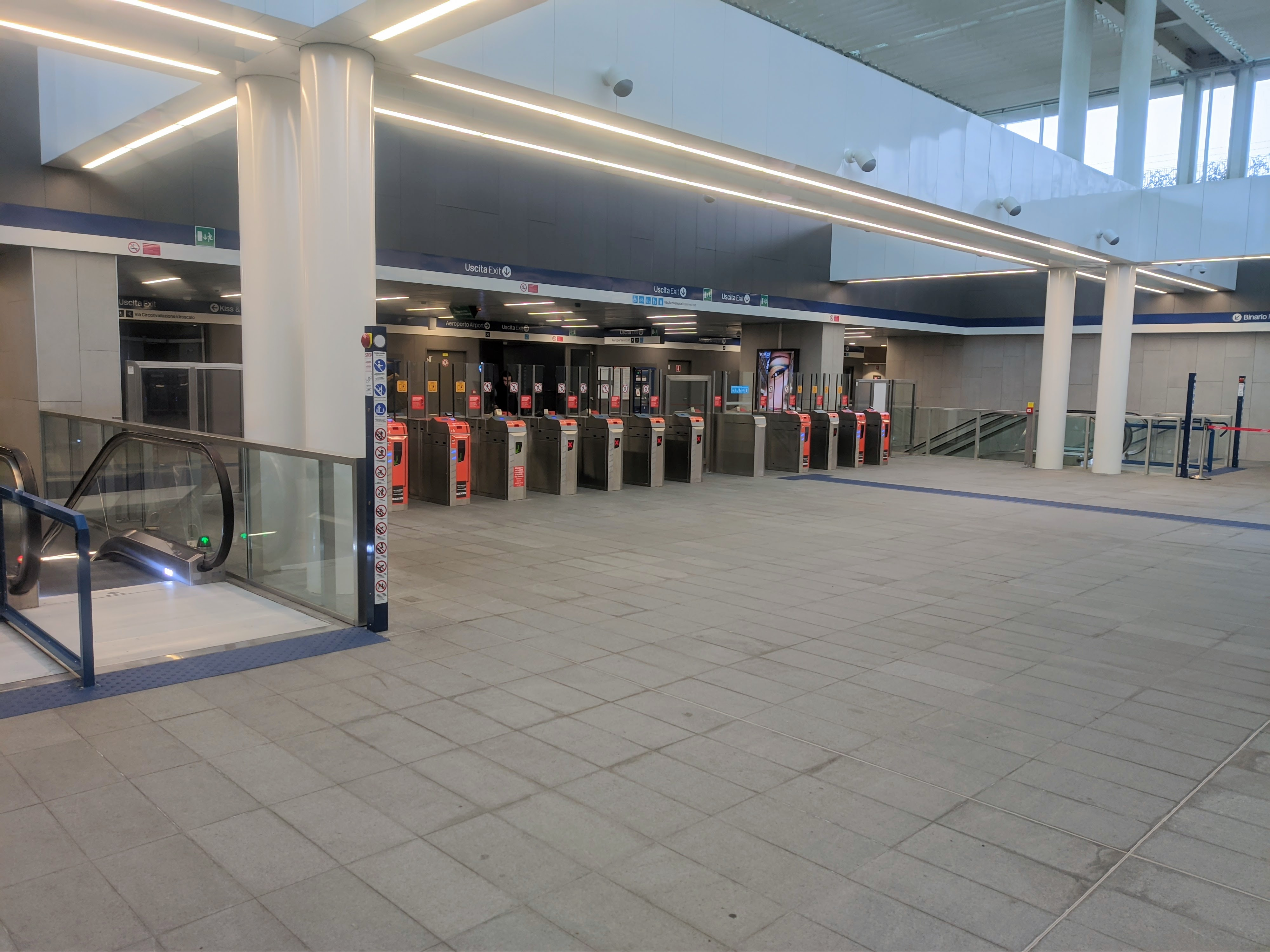
역 개찰구

## 같이 보기
- 밀라노 지하철 4호선